# Marcel Bosker
Marcel Bosker (* 19. ledna 1997 Schöftland, Švýcarsko) je nizozemský rychlobruslař.
Narodil se ve Švýcarsku nizozemským rodičům, kteří se tam přestěhovali. Do svých 14 let žil ve Švýcarsku, v roce 2011 se přesunul do Nizozemska, které začal reprezentovat. Roku 2014 poprvé závodil ve Světovém poháru juniorů, v seniorském Světovém poháru debutoval roku 2017. Na Mistrovství Evropy 2018 vyhrál stíhací závod družstev a získal bronzovou medaili na trati 5000 m, na Mistrovství světa ve víceboji 2018 vybojoval bronz. Na MS 2019 pomohl nizozemskému týmu k vítězství ve stíhacím závodě družstev. Tentýž cenný kov ve stejné disciplíně vybojoval i na ME 2020 a Mistrovství světa 2020. Na Mistrovství Evropy 2021 získal ve víceboji stříbrnou medaili a na MS 2021 obhájil vítězství ve stíhacím závodě družstev. Z evropského šampionátu 2022 si rovněž přivezl zlato ze stíhacího závodu družstev. Startoval na ZOH 2022 (1500 m – 9. místo, stíhací závod družstev – 4. místo).